# Zenon Jaruga
Zenon Jaruga, właśc. Zenon Sauk (ur. 6 września 1912 w Wilnie, zm. 25 kwietnia 2004 w Toruniu) – polski piosenkarz nagrywający w Poznaniu w latach 40. XX w., wieloletni spiker Pomorskiej Rozgłośni Polskiego Radia, autor cyklicznych audycji, reżyser radiowy. 

## Życiorys
Urodził się w 1912 r. w Wilnie. W 1945 r. przesiedlił się do Polski jako aktor Teatru Muzycznego „Lutnia” w Wilnie. Mając przygotowanie wokalne i spore doświadczenie estradowe, śpiewał w poznańskim zespole "rewellersów" Cztery Asy, w tercecie wokalnym "Trio Rewelersów Jarugi" razem z Mieczysławem Wojnickim i Zygmuntem Radwanem oraz jako solista. Nagrywał płyty w Fabryce Płyt Gramofonowych "Mewa" Mieczysława Wejmana w Poznaniu. Wykonywał modne przeboje oraz piosenki przedwojenne, jak Niebieskie oczy czy Przebrzmiała pieśń. Jako piosenkarz preferował repertuar liryczny i sentymentalny. Wraz z nastaniem okresu pieśni i piosenki masowej oraz upaństwowieniem (w 1950 r.) "Mewy" jego kariera wokalna dobiegła końca. 
Od roku 1945 związany był na stałe z Toruniem, w którym zamieszkał. Jeszcze w latach 40. został zaangażowany przez Pomorską Rozgłośnię Polskiego Radia w Bydgoszczy. Pracował w niej jako spiker, później, aż do emerytury w roku 1977, jako reżyser słuchowisk i innych form literacko-muzycznych. 
Dla potrzeb radia założył zespoły muzyczno-wokalne składające się głównie z dzieci i młodzieży prowadząc i nagrywając wiele cyklicznych audycji młodzieżowych lokalnych (np. "To my - nastolatki", "Program z warkoczykiem") i ogólnopolskich – "Co i jak zmajstrujemy". Założył i wiele lat prowadził radiowy zespół dziecięco-młodzieżowy "Pierniczki Radiowe". Równocześnie był głęboko zaangażowany w działalność toruńskiej kultury masowej; wraz z żoną Hanną zajmował się uzdolnioną muzycznie i aktorsko młodzieżą, prowadząc zespoły artystyczne oraz przygotowując młodych wokalistów do występów estradowych. Wielu jego wychowanków osiągało lokalne i ogólnopolskie sukcesy.
Zrealizował setki słuchowisk, w których występowała cala czołówka aktorska teatrów pomorskich. Był reżyserem popularnej audycji „Dzień dobry - to my”. W latach 50. był na Pomorzu postacią niezwykle popularną. 
Jego pasją poza estradą i radiem, była plastyka, a zwłaszcza rysunek. Podczas studiów architektury na Politechnice Warszawskiej, publikował rysunki w różnych pismach oraz ilustrował szkolne książki. Po przejściu na emeryturę bywał konsultantem zespołów amatorskich i zaangażował się w prace Towarzystwa Upowszechniania Kultury Teatralnej. Zmarł w 2004 r. w Toruniu.
Jego bratem był śpiewak Robert Sauk, który w latach 1957-1962 był kierownikiem artystycznym bydgoskiej opery. W ogłoszonym w latach 80. przez radiową "Trójkę" plebiscycie na przebój czterdziestolatków zajął pierwsze miejsce z piosenką "Czarnoksiężnik".

## Repertuar
Repertuar solowy oraz wykonywany z zespołem "Trio Rewelersów Jarugi" (z lat 1945-1950):
- - A ja mam tylko ciebie (muzyka Alfred Scher, słowa Emanuel Schlechter)
  - Ameryka(C. Friend – Aleksander Jellin, Ludwik Szmaragd)
- Argentina (muz. Jan Markowski – sł. Machniewicz)
- Biała orchidea (? – Janina Gillowa))
  - Błękitne bolero (Tadeusz Kwieciński – Zbigniew Drabik) – TS
- Czarnoksiężnik(Zygfryd Czerniak – E. Miedziański, W. Kuroczko)
  - Domek z kart (Julio Blanco – J. Gillowa)
  - Los (Antoni Buzuk – J. Gillowa)
- Niebieskie oczy (Władysław Dan – Julian Tuwim)
  - Piosenka o szczęściu (Paweł Asłanowicz – Jerzy Jurandot)
  - Piosnkę znam tylko jedną (Frank Churchill – Marian Hemar)
  - Po burzy (Franciszek Frachowicz – Henryk Rostworowski)
- Powiedz mi mój księżycu (W. Pokorny – J. Gillowa)
- Przebrzmiała pieśń W. Dan – J. Tuwim)
- Razem w świat (J. Lustig – Ludwik Świeżawski)
  - Śnieg (Eugeniusz Żytomirski)
  - Walc hawajski (Jerzy Szeel – Bronisław Hajn)
  - W ciszy wieczornej (Victor Youmans – Zofia Walicka)
  - Zaczarowana gitara (Zbigniew Dronka – Marian Kralkowski)
- Za oknem śnieg (Zangone – J. Gillowa)
- Zegar (J. Mach – J. Gillowa)